# Rhopalopsole recurvispina
Rhopalopsole recurvispina är en bäcksländeart som först beskrevs av Wu, C.F. 1949.  Rhopalopsole recurvispina ingår i släktet Rhopalopsole och familjen smalbäcksländor. Inga underarter finns listade i Catalogue of Life.